# تاکوما هاماساکی
تاکوما هاماساکی (انگلیسی: Takuma Hamasaki؛ زادهٔ ۱۷ فوریهٔ ۱۹۹۳) بازیکن فوتبال اهل ژاپن است.